# عثمان كشريد
عثمان كشريد ولد في 26 يونيو 1920 في القيروان، هو سياسي تونسي.

## السيرة الذاتية

### البدايات
زاول عثمان كشريد دراساته الابتدائية في حاجب العيون، ثم دراسات ثانوية في معهد سوسة. تخرج سنة 1942 من دار المعلمين العليا بتونس، وأصبح مباشرة معلما في المدرسة الابتدائية بتستور وانضم إلى الحزب الحر الدستوري الجديد. ثم في 1944، أصبح أستاذ رياضيات وعلوم طبيعية في القيروان. في 1949، بدأ دراسات عليا في القانون.

في 1953، تم قبوله في المركز الثاني في مسابقة لتوظيف الإداريين من قبل الحكومة التونسية. في 16 نوفمبر من نفس السنة، تم تعيينه لمراقبة الإنفاق العام للأمانة العامة للحكومة، وكان أول من تحمل هذه المسؤولية. في 1955، كلف بهمة لدى مكتب وزير المالية، قبل أن يصبح في 16 أبريل 1956 مدير ديوان وزير المالية أنذاك الهادي نويرة، أول مرة في تونس ما بعد الاستقلال. في 1 فبراير 1958، أصبح مدير خدمة التسجيل، ثم في 16 يناير 1961، تم تعيينه نائب مدير الشؤون المالية الخارجية.

في 2 أبريل 1962، أسس الديوان التونسي للتجارة الذي أصبح الرئيس-المدير العام له. وزير التخطيط والمالية أنذاك أحمد بن صالح فسر مغادرته لمنصبه قائلا: «عثمان كشريد، مدير الديوان التونسي للتجارة، جاء يوما لمكتبي مقدما استقالته لأن البشير زرق العيون كان قد دخل عليه في مكتبه طالبا منه خدمات وحاملا بيده مسدسا.»

في 1 فبراير 1967، أصبح نائب المدير العام لشركة البنيان، قبل أن يصبح في 1 أكتوبر من نفس السنة مدير التجارة. بعد ذلك، في 23 أغسطس 1968، أصبح المدير العام للديوانة (الجمارك)، ثم في 3 يوليو 1973، أصبح الأمين العام لوزارة الداخلية، خصوصا مسؤولا عن بدأ برنامج بطاقة التعريف الوطنية، وتأسيس الديوان الوطني للحماية المدنية، وإطلاق برنامج حوسبة إدارة الوزارة.

### المناصب الوزارية
في 27 ديسمبر 1977، عين وزير مكلف بالعلاقة مع مجلس الأمة والكاتب العام للحكومة. في 8 نوفمبر 1979، أصبح وزيرا للداخلية في حكومة الهادي نويرة، قبل أن يعوض في 1 مارس 1980 بإدريس قيقة. في 23 أبريل 1980، أصبح مستشار تقني في ديون رئيس الجمهورية التونسية الحبيب بورقيبة.

### مناصب أخرى
أسس عثمان كشريد عدة شركات منها: اللحوم، الثمار ، شركة البضائع الشعبية، شركة السليولوز بالقصرين، و12 شركة جهوية للتجارة. كان أيضا عضوا في المجلس الاقتصادي والاجتماعي بين 1970 و1978. هو في نفس الوقت عضو مؤسس للمدرسة الوطنية للإدارة، وترأس لجنة تحكيم عدة مناظرات لاختيار مديرين حكوميين من قبل هذه المدرسة. انضم ونشط لدى الكشافة التونسية.

## الحياة الخاصة
عثمان كشريد متزوج وأب لسبعة أبناء.

## الجوائز والتشريفات
- الوشاح الأكبر لوسام الجمهورية (تونس).
- الميدالية الشرفية الديوان الوطني للحماية المدنية التونسية.
- الصنف الأول لوسام الاستقلال (تونس).
- ضابط وسام الأرز (لبنان).
- قائد الوسام الوطني (النيجر).

## مقالات ذات صلة
- حكومة الهادي نويرة